# كثرة المنسجات المخاطية الوراثية المترقية
كثرة المنسجات المخاطية الوراثية المترقية (بالإنجليزية: Hereditary progressive mucinous histiocytosis)‏ هو مرض من أنواع كثرة المنسجات غير الإكسية الحميدة النادرة جدا، يتم وراثته كصبغية جسمية سائدة (أي جين وراثي مرتبط ب x) يظهر في الجلد، وجد هذا المرض حصريا في النساء، حالة واحدة من المرض سجلت في الذكور.